# Netelia comitor
Netelia comitor là một loài tò vò trong họ Ichneumonidae.